# Gilbert Itzicsohn
Temple de la renommée français : 2013
Gilbert Itzicsohn né le 17 août 1944 à Paris est un joueur et entraîneur français de hockey sur glace, au poste d'attaquant.
Il fait ses débuts au Paris Hockey Club en 1955 avant de rejoindre l'AC Boulogne-Billancourt. Il est ensuite entraîneur-joueur du Viry-Châtillon avant de retourner à l'ACBB, terminant sa carrière en 1984.
Il débute en équipe de France à l'occasion du championnat du monde 1963 et en est le capitaine lors des Jeux olympiques de Grenoble en 1968 ; il gardera le capitanat jusqu'en 1976.
Il reçoit en 1971 un Oscar de la Glace, et fait partie de la promotion 2013 du Temple de la renommée du hockey français.